# Medulin
Medulin (en italiano: Medolino) es un municipio del condado de Istria en Croacia.

## Localización

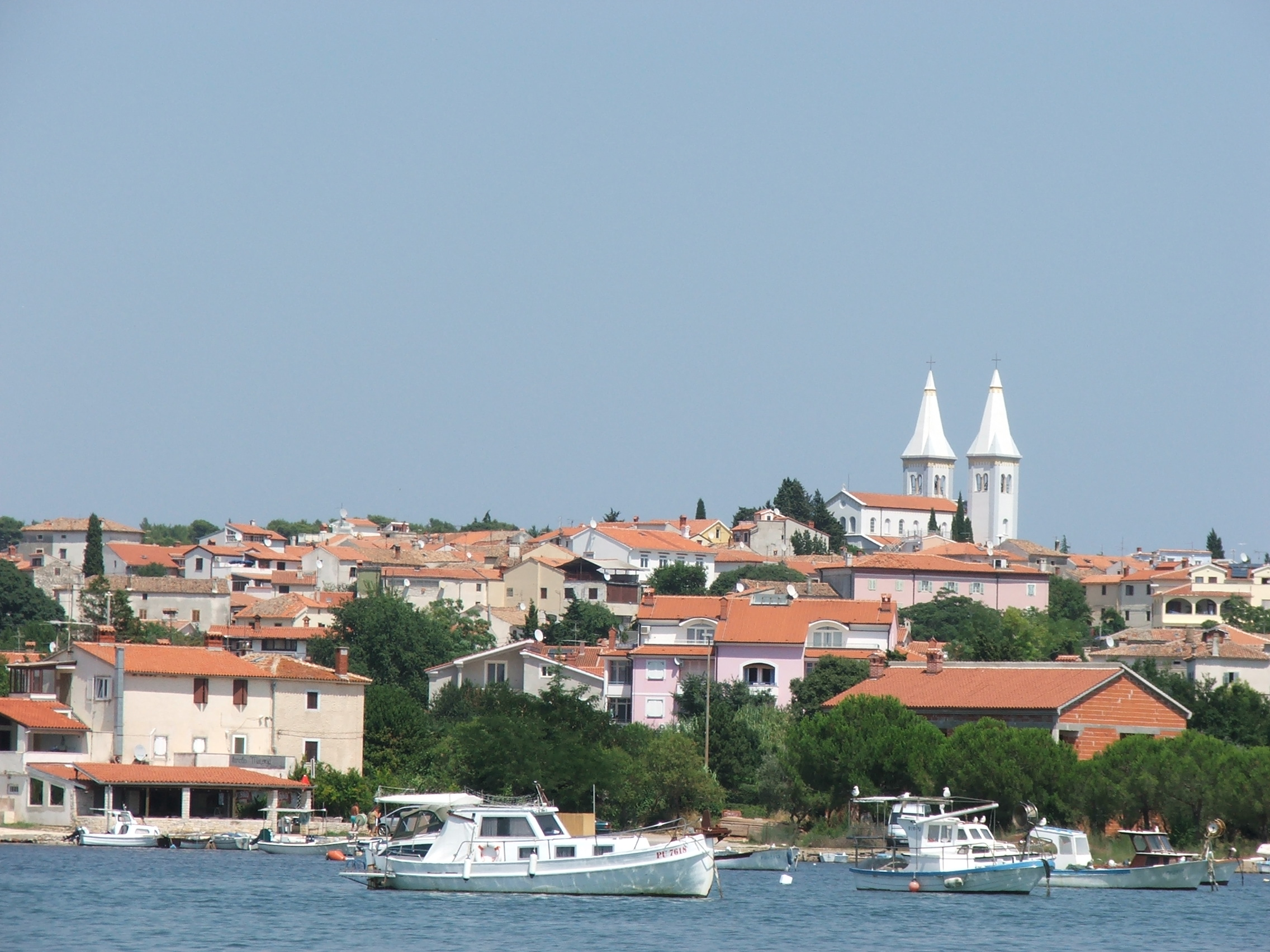
Medulin, vista desde el puerto.

Ubicada en la parte sur de la península de Istria, Medulin está construida alrededor de un puerto entre el cabo Promontore y el cabo Merlera. 
El centro de la ciudad se encuentra al noreste del puerto e incluye la plaza principal y la iglesia de St Agnes (Santa Inés), de dos brazos.

## Demografía
En el censo municipal de 2011 tenía 6.481 habitantes, mientras que el asentamiento de Medulin propiamente dicho tenía 2.777 habitantes.
El municipio consiste en 7 asentamientos:
| Asentamiento   | Población |
| -------------- | --------- |
| Banjole        | 983       |
| Medulin        | 2.777     |
| Pješčana Uvala | 606       |
| Pomer          | 462       |
| Premantura     | 768       |
| Valbonaša      | 46        |
| Vinkuran       | 672       |
| Vintijan       | 172       |
| Total          | 6.481     |

## Economía
La economía de Medulin está basada en el turismo. Durante los meses de julio y agosto, su población aumenta hasta superar los 10.000 habitantes debido a la afluencia de turistas que acuden a visitar Medulin, famoso por sus cámpines y su costa.

## Deporte
En la ciudad está el equipo de fútbol NK Medulin 1921, que juega en la Treća HNL, la tercera división del fútbol croata. El club fue fundado en 1921, y disputa sus encuentros en el recinto Igralištu Mutila.

### Eventos
En diciembre de 2002, se realizó en el municipio el Campeonato Europeo de Campo a Través, organizado por la Asociación Europea de Atletismo (EAA).
En abril de 2022, en el anfiteatro de Pula, se celebrará la Istria Cup, el campeonato infantil de fútbol.

## Ciudades hermanadas
- Cerklje na Gorenjskem,  Eslovenia

- Dojran,  Macedonia del Norte
- Marcali,  Hungría
- Montecarotto,  Italia
- Pöls-Oberkurzheim,  Austria
- Porto Tolle,  Italia